# Phylica wittebergensis
Phylica wittebergensis är en brakvedsväxtart som beskrevs av Neville Stuart Pillans. Phylica wittebergensis ingår i släktet Phylica och familjen brakvedsväxter. Inga underarter finns listade i Catalogue of Life.